# Фоминская (Черевковское сельское поселение, у д. Ситковская)
Фоминская — деревня в Красноборском районе Архангельской области. Входит в состав Черевковского сельского поселения.

## География
Находится в юго-восточной части Архангельской области на расстоянии приблизительно 30 км на запад-северо-запад по прямой от административного центра района села Красноборск на левобережье реки Северная Двина.

## История
В 1859 году здесь (территория Сольвычегодского уезда Вологодской губернии) было учтено 12 дворов в деревне Фоминская 1-я и 7 в деревне Фоминская 2-я.

## Население
Численность населения: 63 человека в деревне Фоминская 1-я и 48 в деревне Фоминская 2-я (1859 год), 61 (русские 100 %) в 2002 году, 54 в 2010.